# ジョン・フィッツアラン (第13代アランデル伯)
第13代（6代）アランデル伯ジョン・フィッツアラン（John Fitzalan, 13th (6th) Earl of Arundel, 1385年8月1日 - 1421年4月21日）は、イングランド貴族。バス騎士。

## 生涯
ジョン・フィッツアランは、1385年に第2代アランデル男爵ジョン・フィッツアランとエリザベス・ル・ディスペンサーの子として生まれた。1390年に父が早世すると、ジョンは第3代アランデル男爵となり、1405年に亡くなった祖母エレノア・マルトレイヴァースからマルトレイヴァース男爵の称号と領地を相続した。1415年、父の従兄弟である第12代アランデル伯トマス・フィッツアランが死去した。ジョンは最も近い男性親族として相続人であったが、亡くなった伯爵の姉エリザベスを母とする第2代ノーフォーク公ジョン・モウブレーも相続権を主張した。ジョンの生前にこの問題は決着せず、ジョンは第13代アランデル伯ではなく、第3代マルトラヴァース男爵として議会に召集された。
ジョンは、ヘンリー4世の戴冠式の前夜の1399年10月12日に騎士とされた若い貴族の一人であった。1415年、ジョンはヘンリー5世の大陸遠征に参加した。1421年に亡くなり、アランデル城のフィッツアラン礼拝堂に埋葬された。

## 結婚と子女
ジョンは、サー・ジョン・バークレーとエリザベス・ベターショーンの娘エレノア・バークレーと結婚した。この結婚で以下の子供が生まれた。
- ジョン（1408年 - 1435年） - 第14代アランデル伯[2]
- ウィリアム（1417年 - 1487年） - 第16代アランデル伯[4]